# Gabriel Thomaz
Gabriel Thomaz (Brasília, 16 de janeiro de 1974) é um músico brasileiro, mais conhecido como guitarrista, vocalista e compositor do grupo de rock Autoramas.

## Biografia
Formou em 1988 a banda Little Quail & The Mad Birds que durou até meados dos anos 90, lançando um disco pelo selo Banguela Records (Carlos Eduardo Miranda e Titãs). Em 1997 fundou o Autoramas, e a partir da década de 2000 passou a manter paralelamente o projeto Lafayette & os Tremendões, com releituras de clássicos do Iê-Iê-Iê e Jovem Guarda.
Em 2016, lançou a história em quadrinhos Magnéticos 90 (Edições Ideal), ilustrada por Daniel Juca, editor da revista Tarja Preta; nela, Thomaz conta quando distribuía fitas K7 de bandas independentes durante a década de 1990. Atualmente é jurado no programa Canta Comigo da RecordTV.

## Discografia

### Little Quail and The Mad Birds
- 1994 - Lírou Quêiol en de Méd Bârds
- 1996 - A Primeira Vez Que Você Me Beijou
- 1998 - EP

### Autoramas
- 2000 - Stress, Depressão & Síndrome do Pânico
- 2001 - Vida Real
- 2003 - Nada Pode Parar Os Autoramas
- 2007 - Teletransporte
- 2009 - MTV Apresenta Autoramas Desplugado
- 2011 - Música Crocante
- 2015 - O Futuro dos Autoramas
- 2018 - Libido

- 2020 – B-Sides & Extras Vol. 1
- 2021 – B-Sides & Extras Vol. 2
- 2022 – Autointitulado

### Lafayette & os Tremendões
- 2009 - As 15 Super Quentes de Lafayette & os Tremendões
- 2015 -  A Nova Guarda de Lafayette & os Tremendões

### Gabriel Thomaz Trio
- 2019 - Babababa

### Solo
2023 -  Multi-Homem